# Pernand-Vergelesses
Pernand-Vergelesses é uma comuna francesa na região administrativa da Borgonha-Franco-Condado, no departamento de Côte-d'Or. Estende-se por uma área de 5,63 km². Em 2010 a comuna tinha 249 habitantes (densidade: 44,4 hab./km²).